# Saint-Simon (Aisne)
Saint-Simon è un comune francese di 636 abitanti situato nel dipartimento dell'Aisne della regione dell'Alta Francia.

## Geografia fisica
Si tratta di un villaggio dell'antico Vermandois, fondato sulla riva sinistra della Somme.
Nella località detta le Point Y ha inizio il canale della Somme, che termina il suo corso a Saint-Valery-sur-Somme. Il nome Point Y deriva dal fatto che un'ansa del canale di San Quintino forma con il canale della Somme la lettera Y.

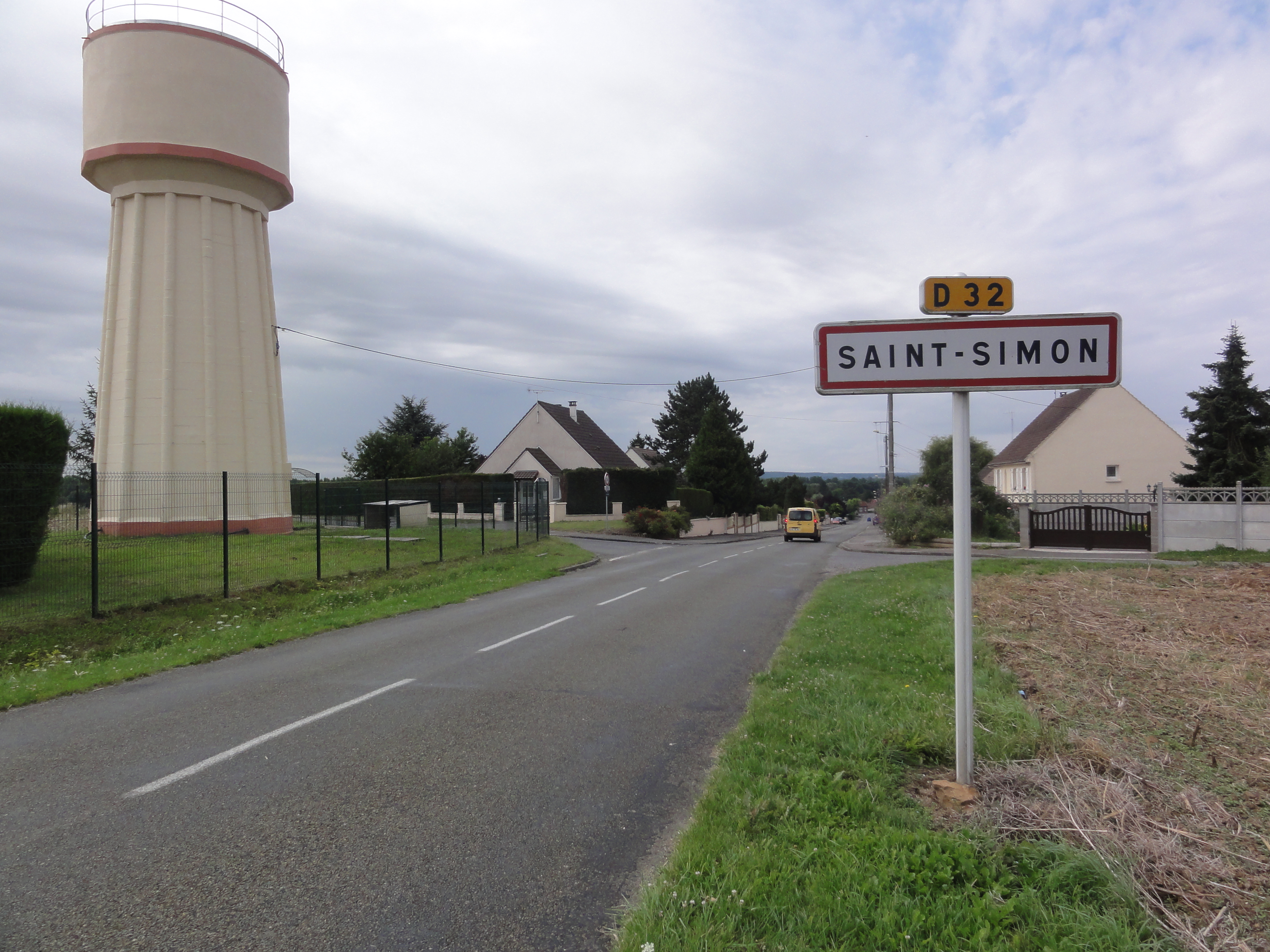
Ingresso a Saint-Simon
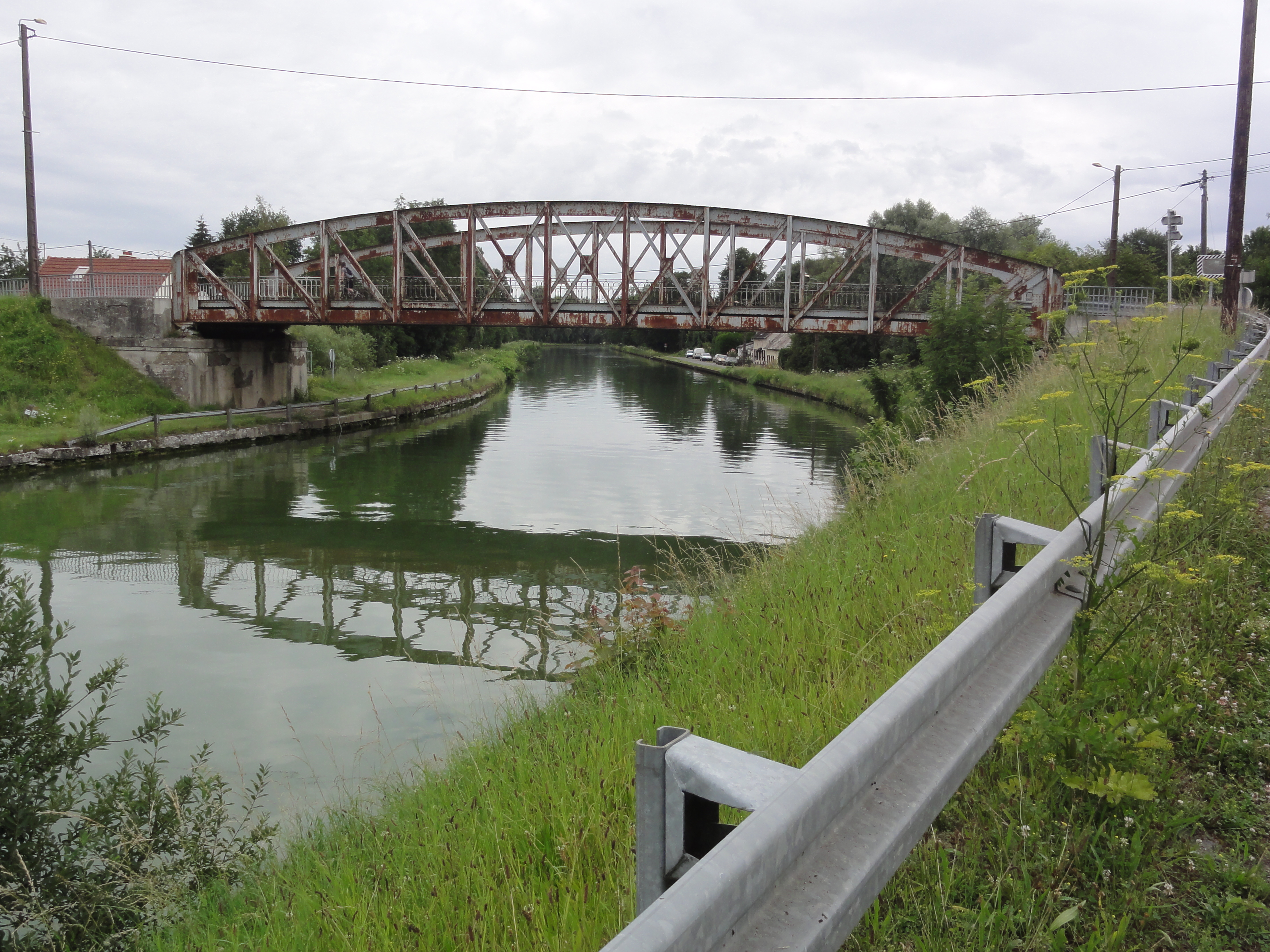
Ponte sul canale di San Quintino

## Società

### Evoluzione demografica
Abitanti censiti